# Speedski-Weltcup 2013
Der Speedski-Weltcup 2013 begann am 2. März 2013 in Sun Peaks und endete am 17. April 2013 in Verbier. Den Gesamtweltcup bei den Männern gewann der Italiener Simone Origone. Bei den Frauen war die Schwedin Sanna Tidstrand erfolgreich. Höhepunkt der Saison war die Speedski-Weltmeisterschaft 2013 in Vars vom 19. bis zum 26. Januar 2013, deren Ergebnisse jedoch nicht zum Weltcup zählten.

## Weltcupwertung
| Rang | Athlet               | Punkte |
| ---- | -------------------- | ------ |
| 1    | Simone Origone       | 540    |
| 2    | Ivan Origone         | 460    |
| 3    | Klaus Schrottshammer | 410    |
| 4    | Christian Jansson    | 272    |
| 5    | Jimmy Montes         | 173    |
| 6    | Ismael Devenes       | 134    |
| 7    | Finn-Arne Stavik     | 108    |
| 8    | Kenneth Dale         | 105    |
| 9    | Nikolay Pimkin       | 95     |
| 10   | Daniel Persson       | 90     |

| Rang | Athletin               | Punkte |
| ---- | ---------------------- | ------ |
| 1    | Sanna Tidstrand        | 500    |
| 2    | Liss-Anne Pettersen    | 365    |
| 3    | Linda Baginski         | 310    |
| 4    | Hanna Matslofva        | 135    |
| 5    | Lisa Hovland-Udén      | 110    |
| 6    | Karine Dubouchet Revol | 60     |
| 7    | Jennifer Romano        | 45     |
| 8    | Tracie Sachs           | 36     |

## Podestplatzierungen Herren
| Datum          | Ort         | 1. Platz       | 2. Platz             | 3. Platz             |
| -------------- | ----------- | -------------- | -------------------- | -------------------- |
| 2. März 2013   | Sun Peaks   | Simone Origone | Klaus Schrottshammer | Kenneth Dale         |
| 3. März 2013   | Sun Peaks   | Ivan Origone   | Klaus Schrottshammer | Simone Origone       |
| 16. März 2013  | Idre Fjäll  | Simone Origone | Klaus Schrottshammer | Ivan Origone         |
| 17. März 2013  | Idre Fjäll  | Simone Origone | Ivan Origone         | Klaus Schrottshammer |
| 7. April 2013  | Grandvalira | Ivan Origone   | Simone Origone       | Klaus Schrottshammer |
| 17. April 2013 | Verbier     | Simone Origone | Ivan Origone         | Simon Billy          |

## Podestplatzierungen Damen
| Datum          | Ort         | 1. Platz        | 2. Platz            | 3. Platz               |
| -------------- | ----------- | --------------- | ------------------- | ---------------------- |
| 2. März 2013   | Sun Peaks   | Sanna Tidstrand | Liss-Anne Pettersen | Linda Baginski         |
| 3. März 2013   | Sun Peaks   | Sanna Tidstrand | Liss-Anne Pettersen | Linda Baginski         |
| 16. März 2013  | Idre Fjäll  | Sanna Tidstrand | Liss-Anne Pettersen | Linda Baginski         |
| 17. März 2013  | Idre Fjäll  | Sanna Tidstrand | Linda Baginski      | Lisa Hovland-Udén      |
| 7. April 2013  | Grandvalira | Sanna Tidstrand | Britta Backlund     | Valentina Greggio      |
| 17. April 2013 | Verbier     | Sanna Tidstrand | Liss-Anne Pettersen | Karine Dubouchet Revol |